# Jo le Fou
Cet article concerne le film de 1974. Pour le film de Steven Knight de 2013, voir Crazy Joe.
Pour plus de détails, voir Fiche technique et Distribution.
Jo le Fou (Crazy Joe), est un poliziottesco américano-italien réalisé par Carlo Lizzani et sorti en 1974.
Cette coproduction italo-américaine raconte de manière fictive le meurtre de Joe Gallo, dit « Jo le Fou », un mafieux abattu le 7 avril 1972 dans un restaurant de Little Italy. Le scénario de Carlo Lizzani, Dino Maiuri (it) et Massimo De Rita est adapté d'une série d'articles du journaliste Nicholas Gage.

## Synopsis
Jo, un mafieux de bas étage, tente avec son frère Ritchie de prendre le contrôle de la famille Falco, mais il échoue et se retrouve en prison pour extorsion. En prison, il se lie d'amitié avec des mafieux noirs, ce qui l'aidera lorsqu'une émeute éclatera pour cause de racisme et que Jo fera libérer certains des gardes retenus en captivité. Libéré après 10 ans, il est persuadé par Don Vittorio d'organiser l'assassinat de son ami Vince Coletti, devenu le chef de la famille et qui attire trop l'attention avec sa Ligue pour les droits des Italo-Américains. Jo, grâce à ses contacts avec les Noirs, organise la mort de Vince, mais celui-ci n'obtiendra pas ce pour quoi il s'est tant battu, puisqu'il sera tué à son tour dans un restaurant de Little Italy alors qu'il fêtait son anniversaire.

## Fiche technique
- Titre français : Jo le Fou[3]
- Titre original italien et anglais : Crazy Joe[2]
- Réalisation : Carlo Lizzani
- Scenario : Carlo Lizzani, Dino Maiuri (it), Massimo De Rita d'après Nicholas Gage.
- Photographie :	Aldo Tonti
- Montage : Peter Zinner
- Musique : Giancarlo Chiaramello
- Décors et costumes : Marina Bruni
- Production : Nino Crisman (it), Dino De Laurentiis
- Société de production : Produzioni De Laurentiis, Inter.Ma.Co. (Rome), Bright-Persky Associates Features (New York)
- Société de distribution : Cineriz
- Pays de production :  Italie -  États-Unis
- Langue originale : anglais américain
- Format : couleurs par Technicolor - 1,85:1 - Son mono - 35 mm
- Durée : 100 minutes
- Genre : Poliziottesco, film de mafieux
- Dates de sortie :
  - Italie : 8 février 1974
  - États-Unis : 15 février 1974
  - France : 14 janvier 1976

## Distribution
- Peter Boyle : Joe
- Fred Williamson : Willy
- Charles Cioffi : Vince Coletti
- Eli Wallach : Don Vittorio
- Fausto Tozzi : Frank
- Guido Leontini : Angelo
- Rip Torn : Ritchie
- Mario Erpichini (it) : Danny
- Paula Prentiss : Anne
- Luther Adler : Faucon
- Louis Guss : Magliocco
- Henry Winkler : Manny
- Hervé Villechaize : Samson
- Michael V. Gazzo : l'oncle de Joe
- Cornelia Sharpe

## Production
Coproduit entre l'Italie et les États-Unis par Dino De Laurentiis, il a été entièrement tourné à New York.

## Exploitation
Sorti dans les salles italiennes le 8 février 1974, le film enregistre 1 164 533 entrées, ce qui totalise 628 266 000 lires à l'époque.